# ربى (شهر)
رُبَّى أو رُبَّة اسم شهر جمادى الآخرة في الجاهلية، وهو الشهر السادس من شهور السنة في الجاهلية.
قال أبو الطيب المتنبي:
أصل التسمية
سمي هذا الشهر رُبَّى لأَن فيه يعلم ما نُتِجَتْ حُرُوبُهم إذا ما انجلت عنه، مأْخوذ من الرُّبَّى أي الشاة النُّفَساء.